# Hyndman (Pennsylvanie)
Pour les articles homonymes, voir Hyndman.
Hyndman est un borough situé au sud-ouest du comté de Bedford, en Pennsylvanie, aux États-Unis,. En 2010, il comptait une population de 910 habitants. Il est incorporé en septembre 1877.

## Démographie
Lors du recensement de 2010, le borough comptait une population de 910 habitants. Elle est estimée, le 1er juillet 2019, à 829 habitants.

### Source de la traduction
- (en) Cet article est partiellement ou en totalité issu de l’article de Wikipédia en anglais intitulé « Hyndman, Pennsylvania » (voir la liste des auteurs).